# Laquets d'Estibet d'Estom
Pour les articles homonymes, voir Laquette.
Les laquets d'Estibet d'Estom sont des lacs pyrénéens français situés administrativement dans la commune de Cauterets dans le département des Hautes-Pyrénées, dans le Lavedan en Occitanie.
Les lacs ont une superficie de 0,5 ha pour une altitude de 2 470 m.

## Toponymie
En occitan, estibe signifie « estive, pâturage d'été » et estom provient d'« eth soum » donc etsom, le sommet, en patois, mais déformé progressivement pour faciliter la prononciation donc le lac des pâturages d'été en hauteur.

## Géographie
Les laquets d'Estibet d'Estom sont des lacs naturels situés dans l'enceinte du parc national des Pyrénées, dans la vallée de Lutour.

### Topographie
| Col d'Estibe Aute (2 622 m) Pic d'Estibe Aute (2 816 m) | Lacs d'Estibe Aute (2 328 m)       |  |
| Crête d'Estibe Aute Pic Henri Pons (2 726 m)            | laquets d'Estibet d'Estom          |  |
|                                                         | Pic de l'Estibet d'Estom (2 711 m) |  |

### Hydrographie
Les lacs ont pour émissaire le gave d'Estom Soubiran.

## Protection environnementale
Les lacs sont situés dans le parc national des Pyrénées.

## Voies d'accès
Les laquets d'Estibet d'Estom sont accessibles par la vallée de Lutour depuis la Fruitière, en passant au lac d'Estom puis par le sentier d’Araillé.